# Ozyptila conostyla
Ozyptila conostyla är en spindelart som beskrevs av Hippa, Koponen och Oksala 1986. Ozyptila conostyla ingår i släktet Ozyptila och familjen krabbspindlar. Inga underarter finns listade i Catalogue of Life.